# Sugau
Sugau is een bestuurslaag in het regentschap Deli Serdang van de provincie Noord-Sumatra, Indonesië. Sugau telt 1252 inwoners (volkstelling 2010).